# بلازميد
البلازميدات هي جزيئات DNA حلقية تحمل جينات في البكتيريا، وهي منفصلة عن الكروموسوم البكتيري. وتحتوى على جينات إضافية غير أساسية تساعد على تحسين صفات الكائن الدقيق، ولكن رغم ذلك يمكنه العيش بدونها.
يستخدم البلازميد كأداة أساسية في نقل الجينات من وإلى الكائنات وبعضها وقد أدى استخدام البلازميدات إلى نقلة واسعة جداً في علم وتقنيات وأبحاث الهندسة الوراثية والتعامل مع الجينات.

## تضاعف مركب DNA

بعد اكتشاف جزيء DNA، واجهت العلماء مشكلة كيفية تضاعف DNA عند انقسام الخلية، فقد ثبت لهم أن كلتا الخليتين الناتجتين من الانقسام المتساوي تحتوي على كمية DNA نفسها الموجود في الخلية الأم، وقد ساعد نموذج واطسن وكريك
Watson & Crick الذي توصلا إليه عام (1953 م)، على تفسير تضاعف DNA، وعرفت في البند السابق أن عملية تضاعف جزيء DNA تتم في دور البناء في دورة حياة الخلية
في مطلع الخمسينيَّات من القرن العشرين، توصل العلماء إلى التركيب الكيميائي للكروموسومات، ووجدوا أنها تتكون من الحمض النووي DNA، وبعض أنواع البروتينات، وكان الاعتقاد السائد أن هذه البروتينات هي المسؤولة عن عملية التوارث وليس DNA، إلا أن التجارب التي قام بها العلماء، أثبتت أن DNA هو مادة الوراثة.
واهم الصفات الواجب توافرها في مادة الوراثة هي:
1. القدرة على التضاعف الذاتي، وبخاصة قبل انقسام الخلية، لنقل المعلومات الوراثية فيها إلى الخليتين الناتجتين من الانقسام.
2. ملاءمة تركيبها مع قدرتها على خزن المعلومات الوراثية، وترجمة هذه المعلومات في بناء جزيئات أخرى كالبروتينات.
3. ثبات تركيبها الكيميائي، مع قابليتها المحدودة على التغير لإحداث التنوع، كما في الطفرات.

وقد وجد أن DNA يتصف بالصفات السابقة جميعها، ومن الأدلة على ذلك:
- أنه مكون ثابت في الكروموسومات جميعها لخلايا الكائنات الحية.
- يتضاعف DNA ذاتياً عند انقسام الخلية، ويشكل هذا الأساس الكيميائي لعملية التوارث.
- أثبتت تجارب العلماء أن جزيئات DNA هي المسؤولة عن تحديد الصفات الوراثية.